# Kano og kajak under sommer-OL 2020 – K2 1000 m (herrer)
Herrernes 1000 meter toerkajak under Sommer-OL 2020 finder sted den 5. august - 6. august 2020 på Sea Forest Waterway, der ligger i Tokyo Bay zonen.

## Medaljefordeling
| Medaljetagere                                       | Medaljetagere                      | Medaljetagere                         | Medaljetagere |
| --------------------------------------------------- | ---------------------------------- | ------------------------------------- | ------------- |
| Guld                                                | Sølv                               | Bronze                                |               |
| Australien · Jean van der Westhuyzen · Thomas Green | Tyskland · Max Hoff · Jacob Schopf | Tjekkiet · Josef Dostál · Radek Šlouf |               |

## Format
Konkurrencen bliver indledt med to indledende heats. De to bedste fra hvert heat går til semifinalerne, mens de øvrige mødes i kvartfinalerne. Her går de tre bedste i hver kvartfinale også videre til semifinalerne. I semifinalerne går de fire bedste til finalen mens de resterende får mulighed for at konkurrere om placeringerne fra 9 - 14 i B finalen.

## Kvalifikation
Hver NOC kan kvalificere én båd i klassen.
| Kvalifikation                          | Dato                   | Vært       | Pladser | Kvalificeret                                                    |
| -------------------------------------- | ---------------------- | ---------- | ------- | --------------------------------------------------------------- |
| 2019 ICF Verdensmesterskab             | 21. – 25. august 2019  | Ungarn     | 6       | Tyskland · Spanien · Frankrig · Tjekkiet · Australien · Italien |
| Oceanien Kvalifikationsturnering 2020  | 14. – 16. februar 2020 | Australien | 1       |                                                                 |
| Asiatiske Mesterskaber 2020            | 26. – 29. marts 2020   | Thailand   | 1       |                                                                 |
| Europæisk Kvalifikationsturnering 2020 | 6. – 7. maj 2020       | Tjekkiet   | 1       |                                                                 |
| Pan Am Kvalifikationsturnering 2020    | 7. – 10. maj 2020      | Chile      | 1       |                                                                 |
| Total                                  |                        |            | 10      |                                                                 |

## Tidsplan
Nedenstående tabel viser tidsplanen for afvikling af konkurrencen:
| Dato      | Tid   | Runde         |
| --------- | ----- | ------------- |
| 5. august | 10:47 | Heat 1        |
| 5. august | 10:55 | Heat 2        |
| 5. august | 12:45 | Kvartfinale 1 |
| 5. august | 12:53 | Kvartfinale 2 |
| 6. august | 10:20 | Semifinale 1  |
| 6. august | 10:30 | Semifinale 2  |
| 6. august | 12:45 | B Finale      |
| 6. august | 12:55 | Finale        |

## Resultater

### Heats

#### Heat 1
| Placering | Bane | Atlet                                | Nation       | Tid      | Note   |
| --------- | ---- | ------------------------------------ | ------------ | -------- | ------ |
| 1         | 7    | Jean van der Westhuyzen Thomas Green | Australien   | 3:08.773 | OB, SF |
| 2         | 5    | Max Hoff Jacob Schopf                | Tyskland     | 3:09.830 | SF     |
| 3         | 4    | Samuel Baláž Adam Botek              | Slovakiet    | 3:13.982 | QF     |
| 4         | 2    | Max Brown Kurtis Imrie               | New Zealand  | 3:17.210 | QF     |
| 5         | 3    | Mikita Borykau Aleh Yurenia          | Hviderusland | 3:18.952 | QF     |
| 6         | 6    | Brian Malfesi Vincent Jourdenais     | Canada       | 3:22.068 | QF     |

#### Heat 2
| Placering | Bane | Atlet                           | Nation     | Tid      | Note |
| --------- | ---- | ------------------------------- | ---------- | -------- | ---- |
| 1         | 2    | Bence Nádas Bálint Kopasz       | Ungarn     | 3:11.877 | SF   |
| 2         | 5    | Josef Dostál Radek Šlouf        | Tjekkiet   | 3:13.425 | SF   |
| 3         | 6    | Riley Fitzsimmons Jordan Wood   | Australien | 3:18.453 | QF   |
| 4         | 3    | Samuele Burgo Luca Beccaro      | Italien    | 3:28.047 | QF   |
| 5         | 4    | Étienne Hubert Guillaume Burger | Frankrig   | 3:29.296 | QF   |

#### Heat 3
| Placering | Bane | Atlet                           | Nation                    | Tid      | Note |
| --------- | ---- | ------------------------------- | ------------------------- | -------- | ---- |
| 1         | 4    | Francisco Cubelos Íñigo Peña    | Spanien                   | 3:10.138 | SF   |
| 2         | 6    | Wang Congkang Bu Tingkai        | Kina                      | 3:10.292 | SF   |
| 3         | 5    | Maxim Spesivtsev Roman Anoshkin | Ruslands Olympiske Komité | 3:20.610 | QF   |
| 4         | 3    | Kornél Béke Ádám Varga          | Ungarn                    | 3:26.732 | QF   |
| 5         | 2    | Tuva'a Clifton Rudolf Williams  | Samoa                     | 3:55.617 | QF   |

### Kvartfinaler

#### Kvartfinale 1
| Placering | Bane | Atlet                           | Nation                    | Tid      | Note |
| --------- | ---- | ------------------------------- | ------------------------- | -------- | ---- |
| 1         | 2    | Mikita Borykau Aleh Yurenia     | Hviderusland              | 3:10.126 | SF   |
| 2         | 4    | Max Brown Kurtis Imrie          | New Zealand               | 3:10.220 | SF   |
| 3         | 3    | Samuele Burgo Luca Beccaro      | Italien                   | 3:12.667 | SF   |
| 4         | 5    | Maxim Spesivtsev Roman Anoshkin | Ruslands Olympiske Komité | 3:14.045 | FB   |
| 5         | 6    | Étienne Hubert Guillaume Burger | Frankrig                  | 3:18.284 | FB   |

#### Kvartfinale 2
| Placering | Bane | Atlet                            | Nation     | Tid      | Note |
| --------- | ---- | -------------------------------- | ---------- | -------- | ---- |
| 1         | 4    | Riley Fitzsimmons Jordan Wood    | Australien | 3:10.619 | SF   |
| 2         | 5    | Samuel Baláž Adam Botek          | Slovakiet  | 3:11.458 | SF   |
| 3         | 3    | Kornél Béke Ádám Varga           | Ungarn     | 3:15.225 | SF   |
| 4         | 6    | Brian Malfesi Vincent Jourdenais | Canada     | 3:15.736 | FB   |
| 5         | 2    | Tuva'a Clifton Rudolf Williams   | Samoa      | 3:46.523 | FB   |

### Semifinaler

#### Semifinale 1
| Placering | Bane | Atlet                                | Nation      | Tid      | Note |
| --------- | ---- | ------------------------------------ | ----------- | -------- | ---- |
| 1         | 4    | Jean van der Westhuyzen Thomas Green | Australien  | 3:17.077 | FA   |
| 2         | 2    | Max Brown Kurtis Imrie               | New Zealand | 3:17.684 | FA   |
| 3         | 3    | Wang Congkang Bu Tingkai             | Kina        | 3:17.784 | FA   |
| 4         | 5    | Josef Dostál Radek Šlouf             | Tjekkiet    | 3:18.240 | FA   |
| 5         | 7    | Samuele Burgo Luca Beccaro           | Italien     | 3:20.591 | FB   |
| 6         | 6    | Riley Fitzsimmons Jordan Wood        | Australien  | 3:21.860 | FB   |

### Semifinale 2
| Placering | Atlet | Nation | Tid | Note |
| --------- | ----- | ------ | --- | ---- |
| 1         |       |        |     |      |
| 2         |       |        |     |      |
| 3         |       |        |     |      |
| 4         |       |        |     |      |
| 5         |       |        |     |      |

### B Finale
| Placering | Atlet | Nation | Tid | Note |
| --------- | ----- | ------ | --- | ---- |
| 9         |       |        |     |      |
| 10        |       |        |     |      |
| 11        |       |        |     |      |
| 12        |       |        |     |      |
| 13        |       |        |     |      |
| 14        |       |        |     |      |

### Finale
| Placering | Atlet | Nation | Tid | Note |
| --------- | ----- | ------ | --- | ---- |
| Guld      |       |        |     |      |
| Sølv      |       |        |     |      |
| Bronze    |       |        |     |      |
| 4         |       |        |     |      |
| 5         |       |        |     |      |
| 6         |       |        |     |      |
| 7         |       |        |     |      |
| 8         |       |        |     |      |